# Rahel Rieder
Rahel Rieder (* 7. April 2000) ist eine ehemalige Schweizer Unihockeyspielerin, welche beim Nationalliga-A-Verein UHC Kloten-Dietlikon Jets unter Vertrag stand.

## Karriere

### Verein
Rieder stammt aus dem Nachwuchs vom UHC Kloten-Dietlikon Jets, wo sie 2018 in der Nationalliga A debütierte. 2021 gab der Verein bekannt, dass Rieder ihre Karriere per sofort beendet.

### Nationalmannschaft
Rieder debütierte 2016 für die U19-Nationalmannschaft, mit welcher sie auch 2018 an der Weltmeisterschaft teilnahm.